# Memory Motel
«Memory Motel» es una canción de la banda de rock británica The Rolling Stones, incluida en su disco editado en 1976, Black and Blue.

## Inspiración y composición
La canción es una balada, escrita por el cantante Mick Jagger y al guitarrista Keith Richards. Se destaca por ser uno de los pocos temas de la banda que cuenta con ambos compartiendo la voz principal. Con más de siete minutos de duración, en una de las canciones más largas de los Stones.
Jagger empezó a escribir la canción antes de empezar el Tour of the Americas '75 mientras se alojaba, junto con Richards, en la casa de Andy Warhol en Montauk, Nueva York, y la finalizó durante la gira. Todo esto se ve reflejado en la letra, en la cual Jagger describe cuando tuvo que irse de Baton Rouge, donde los Stones realizaron dos shows en la Universidad Estatal de Luisiana, y describe las experiencias subsecuentes que tuvo en la carretera.
El título proviene de un motel real ubicado en Montauk, Long Island. La letra de la canción ha generado grandes especulaciones sobre quien es "Hannah". Uno de los nombres considerados es Carly Simon, debido a las descripciones de la mujer que se mencionan lo largo de la canción."Hannah" hace referencia a Annie Leibovitz, quien fuera la fotógrafa de la banda durante el Tour of the Americas '75. Ella pasó tiempo con los Stones durante sus ensayos en el complejo de Andy Warhol. Jagger la describe así:

Hannah honey was a peachy kind of girl; Her eyes were hazel, And her nose was slightly curved....

Her eyes were hazel, And her teeth were slightly curved; She took my guitar and she began to play, She sang a song to me, Stuck right in my brain... When I asked her where she headed for Back up to Boston I’m singing in a bar

La letra habla de la desaparición del amor causado por la estancia de una noche en dicho motel. La canción describe a la fémina como una mujer fuerte e independiente, comparable en muchos sentidos la mujer de «Ruby Tuesday», con Richards repetido refrán:

She got a mind of her own, And she use it well...

## Grabación y legado
La canción fue grabada en Múnich, Alemania en los estudios Musicland entre marzo y abril de 1975. Overdubs y regrabaciones se hicieron entre octubre y diciembre del mismo año en los estudios Mountain Recording, Montreux, Suiza. El ingeniero de sonido Keith Harwood fue el encargado de la grabación.
Richards no tocó la guitarra en esta pieza; Black and Blue ha sido conocido durante mucho tiempo como el álbum utilizado para encontrar un reemplazo para Mick Taylor, que se fue de la banda justo antes de comenzar a trabajar en el álbum. Harvey Mandel toca la guitarra eléctrica mientras que Wayne Perkins la acústica. Jagger, Richards y Billy Preston tocan el piano acústico, el piano eléctrico y el sintetizador de cuerdas respectivamente. Preston también aporta los coros junto con Ron Wood, que finalmente se convertiría en el guitarrista principal de Stones. 
«Memory Motel» es una de las canciones favoritas de los fanes, aunque suele ser pasada por alto en los shows debido a su duración y estilo abrumador. Sin embargo, fue una de las piezas destacadas en el álbum en vivo No Security, editado en 1998. Esta versión en vivo cuenta con la participación de Dave Matthews. La canción ha sido tocada en vivo en cada gira desde el Voodoo Lounge Tour de 1994.
El fundador de Mötley Crue, Nikki Sixx, la ha catalogado en numerosas ocasiones como una de sus canciones favoritas de todos los tiempos.
Para un episodio del programa televisivo de música Beyond The Groove, Jagger junto a David A. Stewart, grabaron una versión de «Memory Motel» sin Keith Richards.

## Personal
Acreditados:
- Mick Jagger: voz, piano, coros
- Keith Richards: voz, piano eléctrico, coros
- Bill Wyman: bajo
- Charlie Watts: batería
- Ron Wood: coros
- Billy Preston: sintetizador, coros.
- Wayne Perkins: guitarra acústica
- Harvey Mandel: guitarra eléctrica

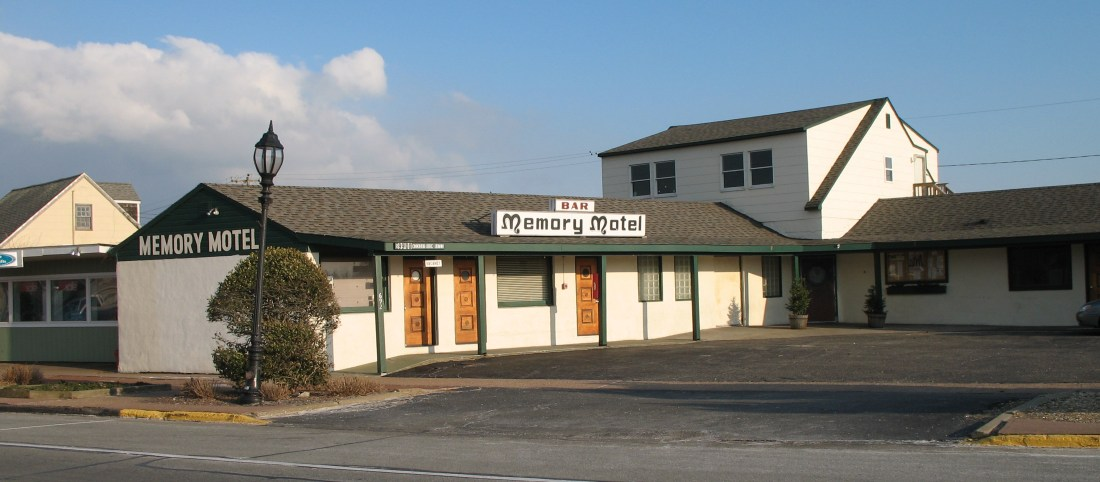
El Memory Motel en Montauk, que supuestamente inspiró a los Stones para hacer la canción.